# John Lanchbery

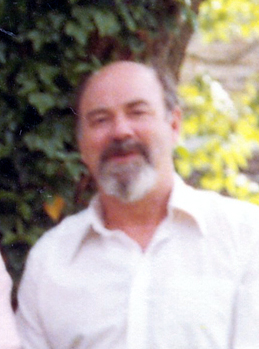
John Lanchbery

John Arthur Lanchbery OBE (* 15. Mai 1923 in London; † 27. Februar 2003 in Melbourne, Australien) war ein englischer, später auch australischer Dirigent und Komponist, der vor allem für seine Ballett-Kompositionen bekannt ist.

## Leben
John Lanchbery wurde in London geboren. Schon früh erhielt er Geigenunterricht und bereits mit acht Jahren begann er zu komponieren; dank eines Stipendiums wurde er an der Royal Academy of Music aufgenommen. Das Studium musste er jedoch wegen des Wehrdienstes im Zweiten Weltkrieg unterbrechen. Nach Ende seiner Militärzeit kehrte er nach England zurück und setzte sein Studium fort, daneben arbeitete er für die Anglo Soviet Music Press. Wenig später wurde er zum Leiter des Metropolitan Ballet berufen, mit dem er 1948 in Edinburgh debütierte. Allerdings musste das Orchester nur zwei Jahre später aus finanziellen Gründen aufgelöst werden. Lanchbery begann die Zusammenarbeit mit der Choreografin Celia Franca und schrieb zugleich die Musik für The Eve of St Agnes, dessen Geschichte auf John Keats’ gleichnamigen Gedicht basierte. Dabei handelte es sich um eines der ersten Auftragswerke, das im BBC-Fernsehen gezeigt wurde.
Lanchbery kam dann zum Londoner Sadler’s Wells Theatre, wo er die Musik von Stan Kenton zu Kenneth MacMillans Ballett Sonnambulism dirigierte (1953). Für das Royal Ballet arrangierte er 1960 Ferdinand Hérolds La Fille mal gardée mit einer Choreografie von Frederick Ashton. Zu dieser Zeit lebte Lanchbery bereits hauptsächlich von den Tantiemen seiner eigenen Ballettmusik-Kompositionen, obwohl er auch an zahlreiche Einspielungen beteiligt war. 1966 schrieb er für Rudolf Nurejew den Don Quixote von Léon Minkus um und für Natalia Makarowa arbeitete er 1980 das ebenfalls von Minkus stammende Ballett La Bayadère für die Aufführung am American Ballet Theatre um. Bemerkenswert ist auch die Umarbeitung von MacMillans Mayerling im Jahre 1978, für die er 30 Stücke von Franz Liszt veränderte, wobei angemerkt werden muss, dass Lanchbery mehrmals für seine drastischen Umarbeitungen kritisiert worden ist. 1970 komponierte Lanchbery die Partitur für den Ballettfilm The Tales of Beatrix Potter, wobei er vor allem Einflüsse der Opern von Michael William Balfe und Arthur Sullivan verarbeitete. Er komponierte außerdem die Musik für die 1980 unter der Regie von Herbert Ross entstandene Filmbiografie von Vaslav Nijinsky.
John Lanchbery war der erste, der Opern in Ballette umarbeitete (Hoffmanns Erzählungen, Die lustige Witwe, Die Fledermaus). Außerdem komponierte er mehrere Filmmusiken, wie zum Beispiel für Herbert Ross’ Am Wendepunkt (1977) und die Stummfilme Die Geburt einer Nation (1915) und John Fords Das eiserne Pferd (1924). Basierend auf Musikstücken Cole Porters komponierte Lanchbery die Musik zu Das Böse unter der Sonne (1982), wobei er auch Diana Riggs You’re the Top interpretierte.
1991 wurde Lanchbery als Officer in den Order of the British Empire aufgenommen und erhielt zudem Auszeichnungen in Russland und Schweden. Er war von 1951 bis 1960 mit der Leiterin des Sadler’s Wells Theaters, Elaine Fifield, verheiratet; gemeinsam haben sie eine Tochter. 2002 wurde Lanchbery australischer Staatsbürger. Er starb am 27. Februar 2003 in Melbourne.

## Werke (Auswahl)
- Titel – Originalkomponist
- The Tales of Beatrix Potter – Michael William Balfe und andere; ein Teil der Musik stammt von Lanchbery
- Der Glöckner von Notre Dame – Hector Berlioz[2]
- A Month in the Country – Frédéric Chopin
- Peer Gynt – Edvard Grieg (basierend auf den Peer-Gynt-Suiten)[2]
- La Fille mal gardée – Ferdinand Hérold
- Somnambulism – Stan Kenton
- Die lustige Witwe – Franz Lehár
- Mayerling  – Franz Liszt
- Dracula – Liszt[2]
- The Dream – Felix Mendelssohn Bartholdy
- Don Quixote – Ludwig Minkus
- La Bayadère – Minkus
- Grand Pas Classique aus Paquita – Minkus
- House of Birds – Federico Mompou
- The Tales of Hoffmann – Jacques Offenbach
- Le Papillon – Offenbach
- Cleopatra – Nikolai Andrejewitsch Rimski-Korsakow[2]
- Monotones – Erik Satie
- Rosalinda – Johann Strauss (Sohn) (basierend auf Die Fledermaus)
- Designs with Strings – Pjotr Iljitsch Tschaikowski (basierend auf dem Klaviertrio a-Moll)[2]

## Aufnahmen
- Schwanensee mit dem London Philharmonia Orchestra (1982)